# Murat Gollo
Murat Gollo es un deportista turco que compitió en taekwondo. Ganó una medalla de oro en el Campeonato Europeo de Taekwondo de 1976, en la categoría de –53 kg.

## Palmarés internacional
| Campeonato Europeo | Campeonato Europeo | Campeonato Europeo | Campeonato Europeo |
| Año                | Lugar              | Medalla            | Categoría          |
| ------------------ | ------------------ | ------------------ | ------------------ |
| 1976               | Barcelona (España) | Medalla de oro     | –53 kg             |